# Stanisław Sosabowski
Stanisław Sosabowski (8. května 1892, Stanislau – 25. září 1967, Londýn) byl polský generál za druhé světové války.

## Život
Narodil se v roce 1892, navštěvoval gymnázium. V roce 1913 vstoupil do rakousko-uherské armády. Byl povýšen do hodnosti četaře u 58. pěšího pluku. Později byl povýšen do hodnosti nadporučíka.
Po vzniku nezávislého Polska vstoupil dobrovolně do polské armády. Stal se štábním důstojníkem ve Varšavě. Po polsko-sovětské válce byl povýšen na majora a začal studovat na Vysoké vojenské škole ve Varšavě. V roce 1937 se stal plukovníkem a velitelem 9. pěšího pluku legií. Na začátku roku 1939 se stal velitelem 21. pěšího pluku ve Varšavě. Po vypuknutí druhé světové války se podílel na obraně Varšavy. Po pádu polské obrany se dostal do německého zajetí. Z něj uprchl do Francie.
V roce 1940 odešel do Velké Británie. Zde se stal velitelem 4. střelecké brigády. V roce 1944 byl povýšen do hodnosti brigádního generála, zúčastnil se výsadkové operace Market Garden jako velitel 1. výsadkové nezávislé brigády. Po 2. světové válce zůstal v emigraci ve Velké Británii a v roce 1967 zemřel v Londýně. Je pochován, na Cmentarzu Wojskowym na Powązkach, ve Varšavě.
Ve filmu Příliš vzdálený most z roku 1977 jej ztvárnil americký herec Gene Hackman.

## Fotogalerie

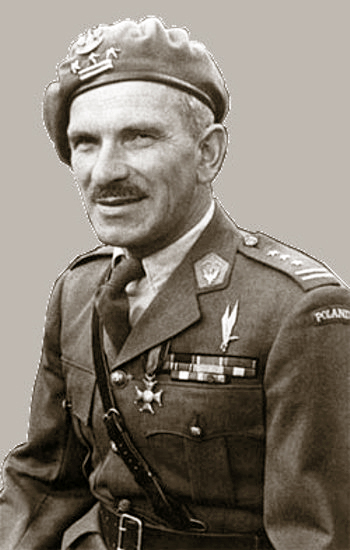
Stanisław Sosabowski
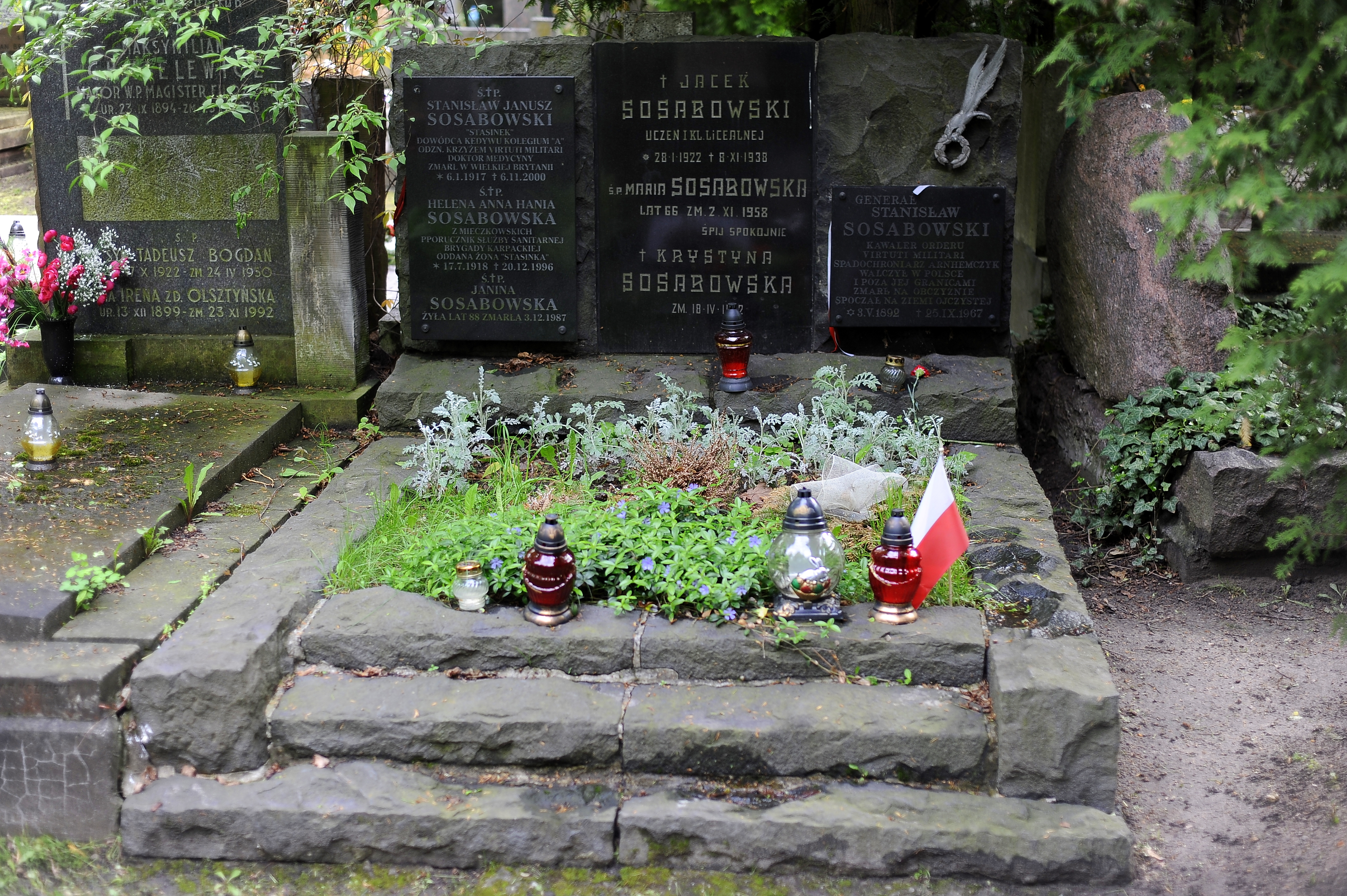
Hrob S. Sosabowského ve Varšavě
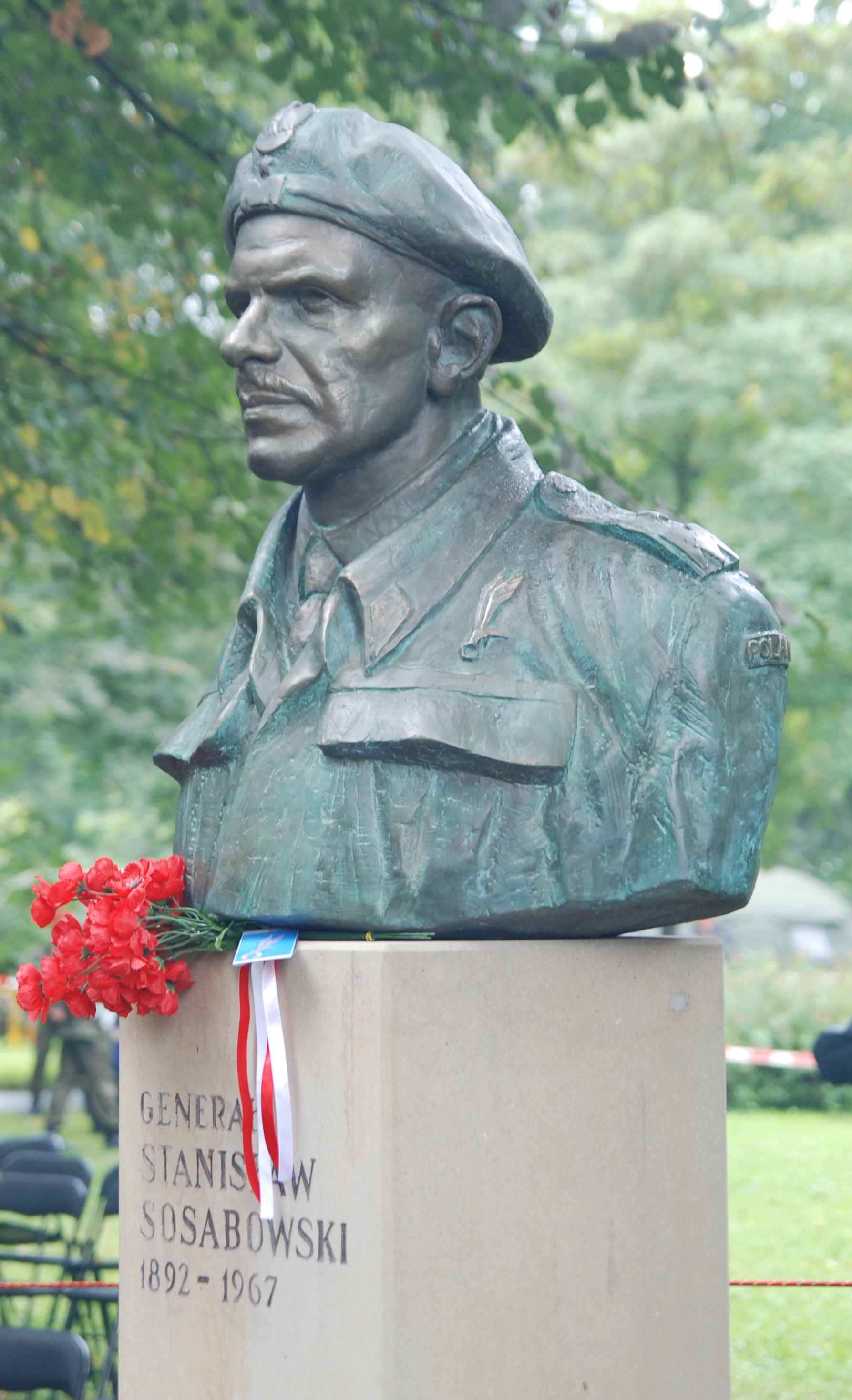
Pomník Stanisława Sosabowského v Krakově
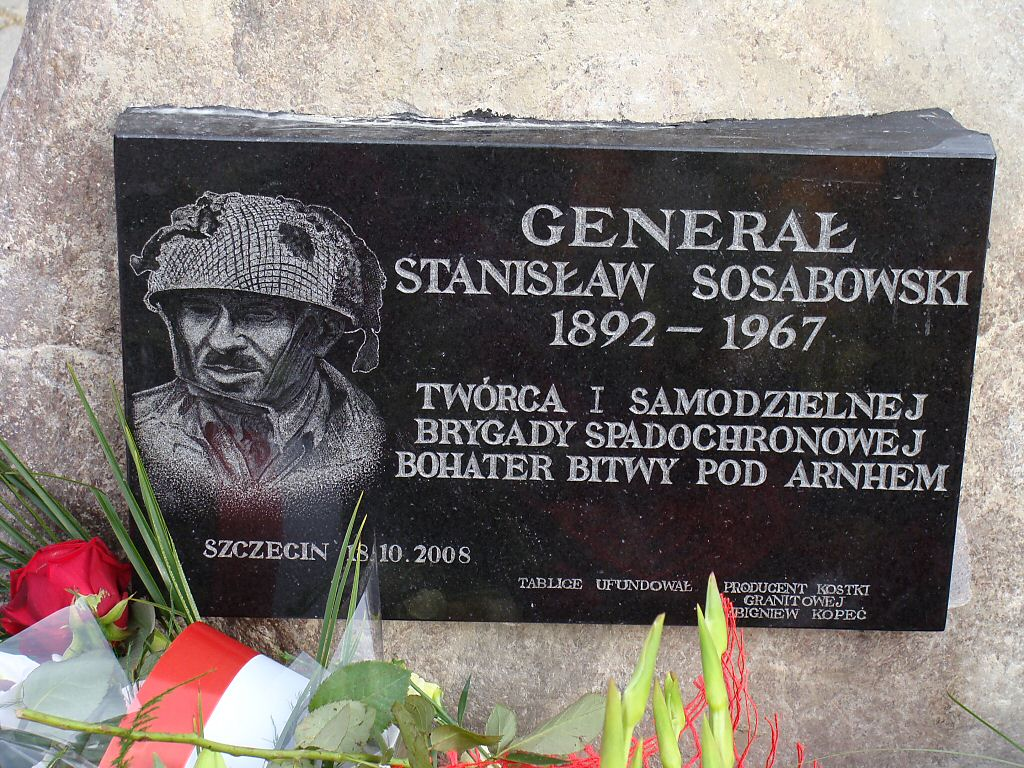
Pomník na ul. Sosabowskiego ve Štětíně